# Foza
Foza è un comune italiano di 670 abitanti della provincia di Vicenza in Veneto.
Posto sull'Altopiano di Asiago, fu compreso nella storica Federazione dei Sette Comuni.

## Geografia fisica

### Territorio
Il paese si trova a un'altitudine di 1.083 m s.l.m., è il secondo capoluogo comunale più alto della provincia dopo il vicino paese di Gallio (1.093 m s.l.m.).

## Storia
La prima notizia scritta su Foza risale al 29 aprile 1085 (è la più antica attestazione del toponimo tra i Sette Comuni), quando Fugia viene citata quale monte di proprietà degli antenati della  famiglia Da Romano, infeudata dalla diocesi di Frisinga, che donano questo ed altri immobili, insieme a chiese ed oratori, al monastero benedettino cluniacense, da poco insediatosi, di San Pietro e Santa Eufemia di Villanova (attuale Abbazia Pisani, nel comune di Villa del Conte (PD)).
Una teoria sostiene l'origine del toponimo da fonte latina, con riferimento a  fovea cioè "buca", ma molto più probabile l'origine dalla lingua cimbra, nella fattispecie da fukscia (che parrebbe aver dato origine all'attuale toponimo cimbro Vüüsche) cioè  "faggeto" (da confrontare con il tedesco buchesche), elemento che da sempre caratterizza l'area nella quale si sviluppa il paese, e che compare pure sull'antico stemma del Comune.
Anche nel secondo documento del 1202 che la cita direttamente con il medesimo nome, risulta di proprietà degli stessi da Romano. Si tratta di un atto con il quale la famiglia vende la stessa località ai monaci del monastero di Campese, i quali successivamente cederanno tale proprietà con investitura enfiteutica al Comune nel 1379.
La toponomastica fa pensare ad un passaggio dei Goti, ma non si ha attestazione che sia stato abitato in modo stabile prima, mentre lo studio della lingua parlata fa ritenere che dopo il 1000 tutto l'Altopiano, e quindi anche il territorio di Foza, sia stato colonizzato da popolazioni di origine bavarese e tirolese, i cosiddetti Cimbri, che fondarono le singole comunità. I Cimbri mantennero per secoli una propria identità, distinguendosi dal resto della popolazione veneta per lingua e usanze. Durante il periodo scaligero si riunirono nella Spettabile Reggenza dei Sette Comuni che si mantenne anche nelle successive dominazioni viscontea (1387-1404) e veneziana (1405-1797).
Il 20 febbraio 1405 anche Foza, infatti,  insieme a tutti i Sette Comuni, ma organizzati in un ordinamento autonomo quale Federazione probabilmente fin dal 1260, fanno atto di dedizione alla Repubblica di Venezia.
Il comune di Foza, come tutti gli altri comuni dell'Altopiano, è stato direttamente interessato dagli eventi della prima guerra mondiale per tutti i 41 mesi che durò il conflitto. È anche sulle Melette di Foza che è ambientato il romanzo Un anno sull'Altipiano di Emilio Lussu. Il paese bombardato venne completamente raso al suolo e ricostruito, al ritorno dal profugato negli anni '20, nella forma attuale con l'ampia piazza.

### Simboli
Stemma
Lo stemma è stato concesso con regio decreto del 31 ottobre 1941.
Gonfalone
Il gonfalone è stato concesso con D.P.R. del 12 marzo 1959.

## Monumenti e luoghi d'interesse
Tra i territori comunali di Foza e di Enego, in Valgàdena, si trova l'omonimo ponte, ed è uno dei viadotti più alti d'Italia.
Da visitare anche la Chiesetta di San Francesco posta sul punto più alto del promontorio dove si sviluppa il paese, della quale abbiamo notizia fin dal 1641: ricostruita qui nel 1926 dopo le distruzioni della Grande Guerra, la nuova chiesetta venne progettata dall'architetto ferrarese Annibale Zucchini ed inaugurata il 15 agosto 1926. L'altarino in marmo è opera della ditta Donazzan di Pove del Grappa; la campana maggiore, dedicata a san Francesco (nota 'Mi', 180 kg) è opera della fonderia Colbachini di Bassano del Grappa. In questo luogo un tempo stava un'antica Croce, mentre l'originaria posizione della chiesetta era invece più avanti, sul monte San Francesco, proprio al limitare del bosco in uno spiazzo prospiciente la Valsugana, luogo chiamato oggi Croce di San Francesco, spzaio dove fin dal 1645 si trovava anche il primo e per secoli l'unico eremo dell'Altopiano, abitato dai terziari del Terzo Ordine Francescano: da qui si gode uno dei panorami più belli di tutto l'Altopiano, con la visione della Valsugana e della pianura veneta fino alla laguna di Venezia.
Durante la Prima Guerra Mondiale questo fu il limite fino al quale arrivò l'avanzata dell'esercito austriaco: poco prima e dopo la chiesetta sono ancora ben visibili lungo la strada le antiche trincee.

### Chiesa parrocchiale di Santa Maria Assunta
Antico giuspatronato del monastero di Campese, è citata per la prima volta in un testamento del 1424. Con la soppressione del cenobio nel 1796, lo giuspatronato passò direttamente al comune di Foza, che lo mantenne sino al 1948.
Nel 1488 fu visitata dal vescovo di Padova Pietro Barozzi, che nell'occasione consacrò i tre altari. Subì un ampliamento nel 1647 e una ricostruzione tra il 1863 e il 1865. Distrutta dai combattimenti della grande guerra, fu ricostruita negli anni successivi e consacrata il 12 agosto 1926, in stile neoromanico con pietra bianca di Foza scalpellata a mano. Nel 2006 ha conosciuto un significativo intervento di restauro, in particolare nella parte pittorica.
Di grande pregio è la pala dell'altare maggiore, raffigurante la Madonna in trono con il Bambino e i santi Giovanni evangelista e Benedetto. Incerta sia la datazione che la paternità: collocata tra il 1485, il 1489 e il 1519, è stata attribuita a Francesco Bassano il Vecchio e ai Nasocchi. Di grande pregio pure il Cinquecentesco crocifisso ligneo di scuola feltrina che campeggia sulla navata principale.

## Società

### Evoluzione demografica
Abitanti censiti

## Amministrazione
| Periodo          | Periodo          | Primo cittadino       | Partito                                   | Carica                  | Note   |
| ---------------- | ---------------- | --------------------- | ----------------------------------------- | ----------------------- | ------ |
| 19 giugno 1985   | 28 maggio 1990   | Giovanni Alessio Oro  | DC                                        | Sindaco                 |        |
| 25 giugno 1990   | 19 febbraio 1993 | Giovanni Alessio Oro  | DC                                        | Sindaco                 |        |
| 19 febbraio 1993 | 24 aprile 1995   | Severino Lunardi      | DC                                        | Sindaco                 |        |
| 24 aprile 1995   | 14 giugno 1999   | Carlo Lunardi         | centro-sinistra (liste civiche)           | Sindaco                 |        |
| 14 giugno 1999   | 14 giugno 2004   | Carlo Lunardi         | lista civica                              | Sindaco                 |        |
| 14 giugno 2004   | 7 giugno 2009    | Giovanni Alessio Oro  | lista civica Vivere Foza                  | Sindaco                 |        |
| 7 giugno 2009    | 12 luglio 2013   | Giovanni Alessio Oro  | centro-destra (liste civiche) Vivere Foza | Sindaco                 | [ 16 ] |
| 12 luglio 2013   | 26 maggio 2014   | Francesco Montemarano | -                                         | commissario prefettizio |        |
| 26 maggio 2014   | 27 maggio 2019   | Mario Oro             | lista civica Vivere Foza                  | Sindaco                 |        |
| 27 maggio 2019   | in carica        | Bruno Oro             | lista civica Vivere Foza                  | Sindaco                 |        |

### Gemellaggi
- Neufahrn in Niederbayern
- Sinnai
- Armungia
- Tempio Pausania

### Altre informazioni amministrative
Nel 2006 la popolazione degli otto comuni dell'Altopiano (Asiago, Conco, Enego, Foza, Gallio, Lusiana, Roana e Rotzo) votò a grande maggioranza (94%) a un referendum per il distacco del territorio dalla Regione Veneto e per la successiva aggregazione alla Regione Trentino-Alto Adige. L'anno seguente arrivò il parere negativo da parte sia della provincia di Bolzano che da quella di Trento, mentre il Parlamento, che doveva dare l'esito definitivo, non si espresse mai.

## Cultura
- Il "museo etnografico della comunità di Foza", dal 2009 ospitato nell'ex municipio, ha una sezione dedicata alla Grande Guerra[17]